# Szczupaczek żyworodny
Szczupaczek żyworodny (Belonesox belizanus) – jeden z największych gatunków ryb z rodziny piękniczkowatych (Poeciliidae), jedyny przedstawiciel rodzaju Belonesox. Bywa hodowany w akwariach.

## Występowanie
Honduras, Meksyk i Nikaragua (Ameryka Północna i Środkowa); zawleczony również na Florydę.

## Siedlisko
Wolno płynące i stojące wody słodkie oraz słonawe.

## Pokarm
Szczupaczek to drapieżnik polujący na mniejsze ryby.

## Akwarystyka
Szczupaczki są drapieżnikami i należy zapewnić im ciągłe dostawy żywego pokarmu. W tym celu można założyć hodowlę karmową gupików lub innych ryb piękniczkowatych. Szczupaczki są mało ruchliwe, większość czasu spędzają nieruchomo, kiedy czatują na przepływającą ofiarę, by ją błyskawicznie zaatakować. Akwarium powinno być zarośnięte, niezbyt intensywnie oświetlone, z wieloma kryjówkami i zakamarkami. Te drapieżniki zjedzą wszystkie ryby, które są od nich przynajmniej o 1/3 mniejsze, zatem należy je zestawiać raczej z gatunkami zbliżonej wielkości, Nie powinno się ich łączyć również z rybami szczególnie ruchliwymi albo napastliwymi, ponieważ mogą zestresować szczupaczki, które przestaną wówczas polować.

## Rozmnażanie
Samce są mniejsze (14 cm) i szczuplejsze od samic, które osiągają ok. 20 cm długości; są wyposażone w gonopodium. Zbyt duże różnice w wielkości samca i samicy czasami umożliwiają tej drapieżnej rybie kanibalizm, dlatego dobrze trzymać je w grupie z przewagą samców. Ciąża trwa 40-50 dni i kończy się narodzinami 30-150 młodych, które mają ok. 2 cm długości.